# Rip van Winkle (film 1921)
Rip Van Winkle è un film muto del 1921 diretto da Ward Lascelle che si basa sull'omonima opera teatrale di Joseph Jefferson e Dion Boucicault andato in scena a New York nel 1895 che, a sua volta, riprendeva per il teatro il famoso racconto di Washington Irving.

## Trama
Insoddisfatto della monotonia della vita coniugale e con una moglie proterva, Rip van Winkle va via da casa, mettendosi a vagabondare per le montagne. Trova uno strano e piccolo popolo che lo invita a bere. Caduto in un sonno profondo, Rip si risveglierà vent'anni dopo. Ormai anziano, ritrova la moglie che, nel frattempo si era risposata con un altro, un uomo irascibile che è riuscito a metterla a freno, domando i suoi bollenti spiriti.

## Produzione
Il film fu prodotto dalla Ward Lascelle Productions.

## Distribuzione
Il copyright del film, richiesto dalla Ward Lascelle Productions, fu registrato il 23 settembre 1921 con il numero LP16985.
Distribuito dalla W.W. Hodkinson, il film uscì nelle sale cinematografiche USA il 2 ottobre 1921. La Grapevine Video lo ha distribuito in DVD.